# Seznam osebnosti ameriške osamosvojitvene vojne
Seznam osebnosti ameriške državljanske vojne.

## Ameriške patriotske vojaške osebnosti
- Ethan Allen
- Benedict Arnold
- Timothy Bedel
- Jonathan Chase
- Simeon DeWitt
- Abraham Drake
- Robert Erskine
- Horatio Gates
- Nathanael Greene
- Alexander Hamilton
- John Paul Jones
- John Laurens
- Charles Lee
- Henry Lee III
- Francis Marion
- James Monroe
- Daniel Morgan
- Jonathan Moulton
- Benjamin Pierce
- John Stark
- Thomas Stickney
- Artemas Ward
- George Washington
- Isaac Wyman

## Američani (lojalisti in patrioti) na frontah
- Daniel Boone (patriot)
- Daniel Brodhead IV. (patriot)
- John Butler (lojalist)
- William Caldwell
- George Rogers Clark (patriot)
- William Crawford (lojalist)
- Simon Girty (prvotno patriot, nato prebegnil k lojalistom)
- Edward Hand (patriot)
- Alexander McKee  (prvotno patriot, nato prebegnil k lojalistom)
- Simon Kenton (patriot)
- Andrew Pickens

## Ameriški patriotski politiki in književniki
- John Adams
- Samuel Adams
- Benjamin Franklin
- John Hancock
- Patrick Henry
- Thomas Jefferson
- Robert Morris
- Thomas Paine

## Ameriški lojalisti
- Benedict Arnold
- Henry Clinton
- Joseph Galloway
- Thomas Hutchinson
- John Wentworth

## Britanske in lojalistične osebnosti

### Vladne osebnosti
- Jurij III. Britanski
- Frederick North, Lord North
- George Germain, 1st Viscount Sackville

### Vrhovni poveljniki v Severni Ameriki
- Thomas Gage
- William Howe, 5th Viscount Howe
- Henry Clinton

### Pomorski poveljniki
- Marriott Arbuthnot
- Thomas Graves, 1st Baron Graves
- Samuel Hood, 1st Viscount Hood
- Richard Howe, 1st Earl Howe
- George Brydges Rodney
- Samuel Graves

### Druge vojaške osebnosti
- Benedict Arnold
- John Burgoyne
- Christopher Carleton
- Thomas Carleton
- Charles Cornwallis, 1st Marquess Cornwallis
- John Enys
- Simon Fraser
- Henry Hamilton
- Banastre Tarleton
- Johann Rall

## Francoski poveljniki
- Charles Henri d'Estaing (admiral)
- François Joseph Paul de Grasse (admiral)
- LaFayette
- Pierre-Charles L'Enfant
- Jacques-Donatien Le Ray (diplomat)
- Ludvik XVI. Francoski
- Jean-Baptiste Donatien de Vimeur de Rochambeau
- Charles Gravier, comte de Vergennes

## Mednarodne osebnosti na strani patriotov
- Johann de Kalb
- Tadeusz Kościuszko
- Francisco de Miranda
- Kazimierz Pułaski
- Friedrich von Steuben
- John Montagu

## Domorodski voditelji
- Joseph Brant (Mohawk)
- Blue Jacket (Shawnee)
- Cornplanter (Seneca)
- Cornstalk (Shawnee)
- Dragging Canoe (Cherokee/Chickamauga)
- Dunquat (Wyandot Half-King)
- Guyasuta (Seneca)
- Red Jacket (Seneca)
- White Eyes (Lenape)
- Captain Pipe (Lenape)
- Buckongahelas (Lenape)

## Ženske
- Abigail Adams
- Molly Brant (Mohawk)
- Margaret Corbin
- Jane McCrae
- Molly Pitcher
- Betsy Ross
- Deborah Sampson
- Nancy Ward (Cherokee)
- Mercy Otis Warren
- Phyllis Wheatley